# Johannes Glich von Milziz der Ältere
Johannes Glich von Milziz, auch Johann/Hans Glych/Glügk/Glück/Glyck/Glycius (* 1513 oder 1523; † 4. oder 25. März 1600), zur Unterscheidung zu seinem gleichnamigen Sohn auch der Ältere genannt, hieß der Görlitzer Bürgermeister der Jahre 1574, 1578, 1582, 1586. Johannes besaß auch Landgüter.

## Leben und Familie
Johannes Glich von Milziz war ein direkter Nachfahre des gleichnamigen, im Jahr 1509 geadelten Schweidnitzer Bürgermeisters Johannes Glich von Milziz.
Er selbst heiratete Agnes Rosenhain, die vor dem 16. März 1585, ihrem Begräbnisdatum, starb. Aus der Ehe entstammten mindestens die Söhne Johannes (* 31. Januar 1557), Victorin (* 17. Juli 1558) und Joachim (* 19. September 1560). Johann wurde auch Görlitzer Bürgermeister, Victorin Vorsteher des Hospitals zum heiligen Geist. Joachim studierte in Wittenberg, besaß Köslitz.
Johannes der Ältere, besaß die Dörfer Cosma und vor seinem Sohn Joachim auch Köslitz.
Als Bürgermeister wechselte sich Johannes, wie im neuzeitlichen Görlitz teilweise üblich, mit Valentin Ritter, Georg Uthmann und Elias Melzer alle vier Jahre ab.
Johannes „resignierte“ im Jahr 1592, also trat wohl aus dem Görlitzer Rat zurück in den Ruhestand. Stattdessen begann die Ära des Bartholomäus Scultetus als Görlitzer Bürgermeister, der sich u. a. mit Glichs Sohn Johannes junior im Bürgermeisteramt abwechseln würde. Johannes Glich senior starb im März 1600.